# Finanční koučování
Finanční koučování je metoda určená pro jednotlivce, rodiny, firmy, ale i další skupiny hospodařící se společnými penězi. Těmto subjektům pomáhá s následujícími oblastmi: pochopení myšlenkových pochodů souvisejících s penězi, zmapování návyků, vytvoření efektivnějších návyků a tím vede k efektivnějšímu a uspokojivějšímu finančnímu životu.
Finanční koučování se opírá o výsledky výzkumů behaviorální ekonomie a experimentální ekonomie.